# Сухополь (Брестская область)
Сухополь (бел. Сухо́паль) — агрогородок в Пружанском районе Брестской области Беларуси. Административный центр Сухопольского сельсовета.

## География
Расположен в 31 км в направлении на северо-запад от Пружан, в 120 км от Бреста, в 45 км от железнодорожной станции Оранчицы на линии Барановичи — Брест.
Через Сухополь проходят автомобильная дорога Р-98 объездная дорога около Беловежской пущи, Н-522 Долгое — Сухополь — Борки и Н-544 Чепели — Мурава — Сухополь.
Ближайшие населённые пункты Андрияновка, Мурава, Хвалово и др.
В Архангельском районе Башкортостана России расположена одноимённая деревня Сухополь, основанная выходцами из Беларуси примерно в начале XX века.

## История
Известен с 1680 (с 1641) года как деревня, государственная собственность в Берестейском повете Берестейского воеводства Великого Княжества Литовского. Жители деревни принимали участие в подготовке королевских охот в Беловежской пуще.
В 1680 году здесь возведена православная церковь и создан приход. В 1757 году она насчитывала 733 верующих, в 1769 году — 251 семью (с учётом прихожан из окрестных деревень). Известно, что от создания прихода церковь посещали жители Беловежи.
В 1759 году в деревне 86 жителей, 21 двор.
С 1795 года Сухополь в составе Российской империи. Сначала дарованная императрицей Екатериной II полководцу П. А. Румянцеву-Задунайскому деревня Сухополь в начале XIX века принадлежала Энгельгарту. Во второй половине XIX века деревня, асада и имение Спинков в одноимённой волости Пружанского уезда Гродненской губернии.
С 1801 года деревня центр Сухопольской волости в Пружанском уезде Гродненской губернии Российской империи.
В 1886 году в деревне 227 жителей, 20 дворов, православная церковь, волостное правление, школа, кузница, питейный дом. Согласно переписи 1897 года 267 жителей, 50 дворов, православная церковь, волостное правление, народное училище, корчма.
В 1905 году в Сухополе произошли крестьянские похвалы во главе с Д. Гваем.
С 1921 года деревня в составе Польской Республики, центр гмины Беловежского, Бельского уездов Белостокского воеводства, с 1925 (1926) года — центр гмины Пружанского повета Полесского воеводства. Действовали подпольные организации КПЗБ и КСМЗБ, кружки Товарищества белорусской школы и Белорусской крестьянско-рабочей грамады. Жители деревни участвовали в Беловежской забастовке рабочих лесоразработок 1932—1933 годов.
С 1939 года Сухополь в составе Белорусского СССР, с 1940 года — центр сельсовета Шерешевского района, с 1956 года — Пружанского района Брестской области.
Во время Великой Отечественной войны захватчики погубили в деревне и сельсовете 305 человек.
Согласно переписи 1970 года 494 жителя; в 2003 году — 417 жителей, 163 двора.
В 2009 году деревня Сухополь преобразована в агрогородок.

## Население

### Численность
- 2009 год — 393 жителей

### Динамика
- 1759 год — 86 жителей, 21 двор
- 1886 год — 227 жителей, 20 дворов
- 1897 год — 267 жителей, 50 дворов
- 1904 год — 297 жителей (село); 30 жителей (имение)[7]
- 1921 год — 185 жителей, 36 дворов[8]
- 1970 год — 494 жителей
- 1999 год — 444 жителей (перепись населения)
- 2003 год — 417 жителей, 163 двора

- 2005 год — 420 жителей, 157 дворов[9]
- 2009 год — 393 жителей (перепись населения)[7]

## Инфраструктура
Центр ОАО «Журавлиное». Действуют амбулатория, средняя школа, клуб-библиотека, лесничество.

## Культура
- Музей ГУО «Сухопольская средняя школа Пружанского района»

## Достопримечательность
- Свято-Крестовоздвиженская церковь (1903)[10] —  Историко-культурная ценность Республики Беларусь, шифр 113Г000652.
- Братская могила советских воинов. В 1965 году на могиле установлен памятник. Рядом мемориальный комплекс.

## Галерея

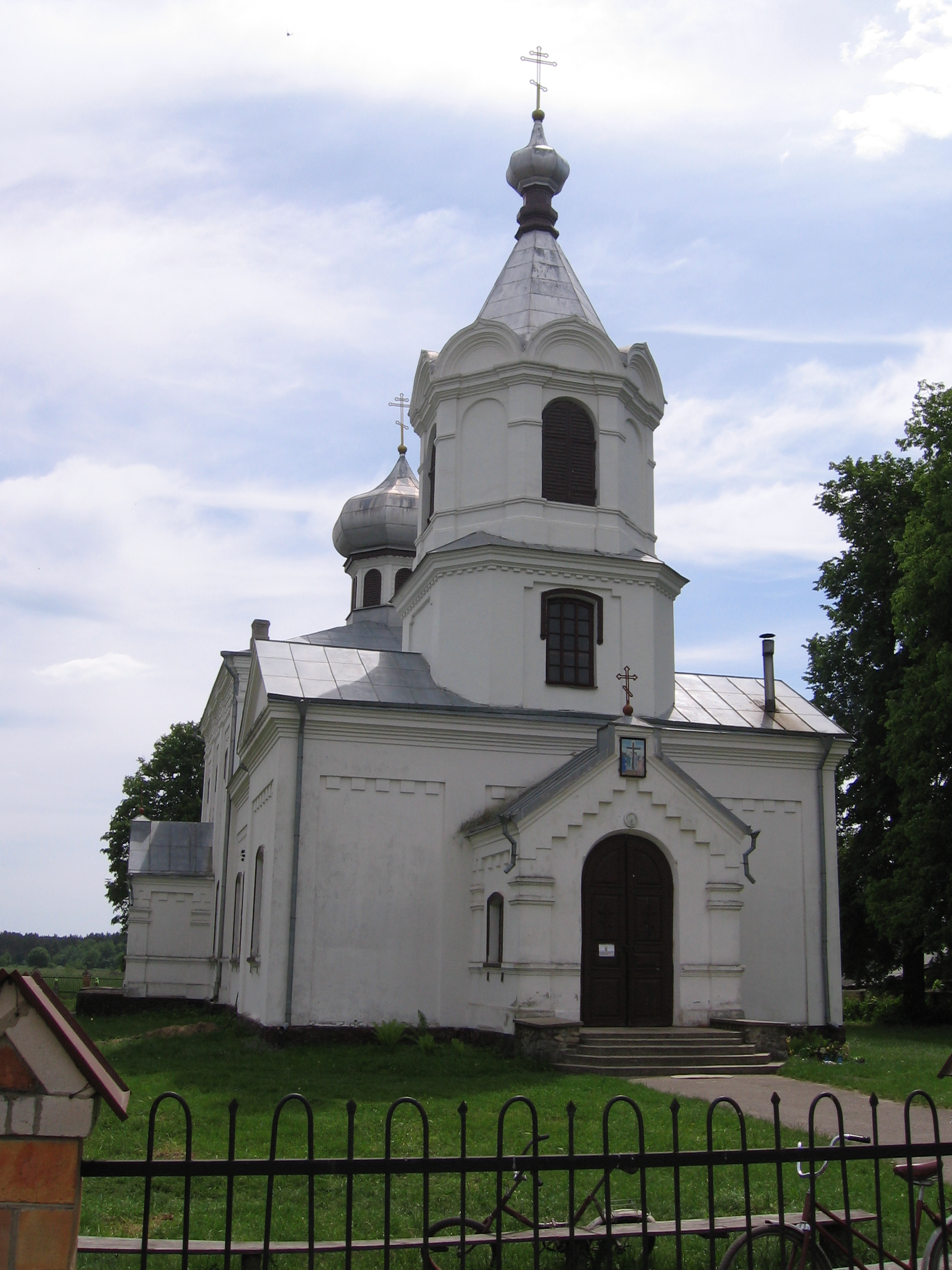
Свято-Крестовоздвиженская церковь
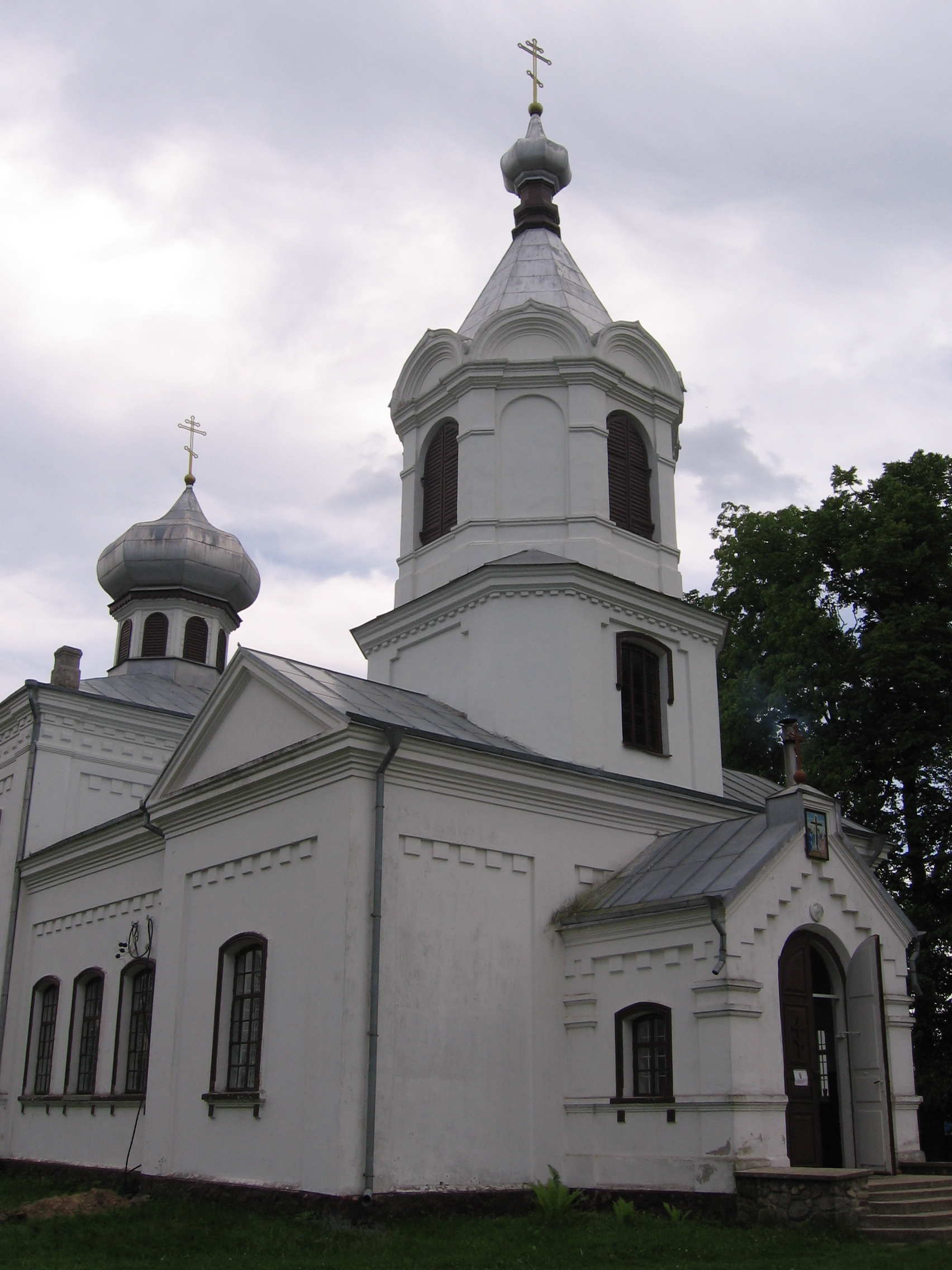
Свято-Крестовоздвиженская церковь
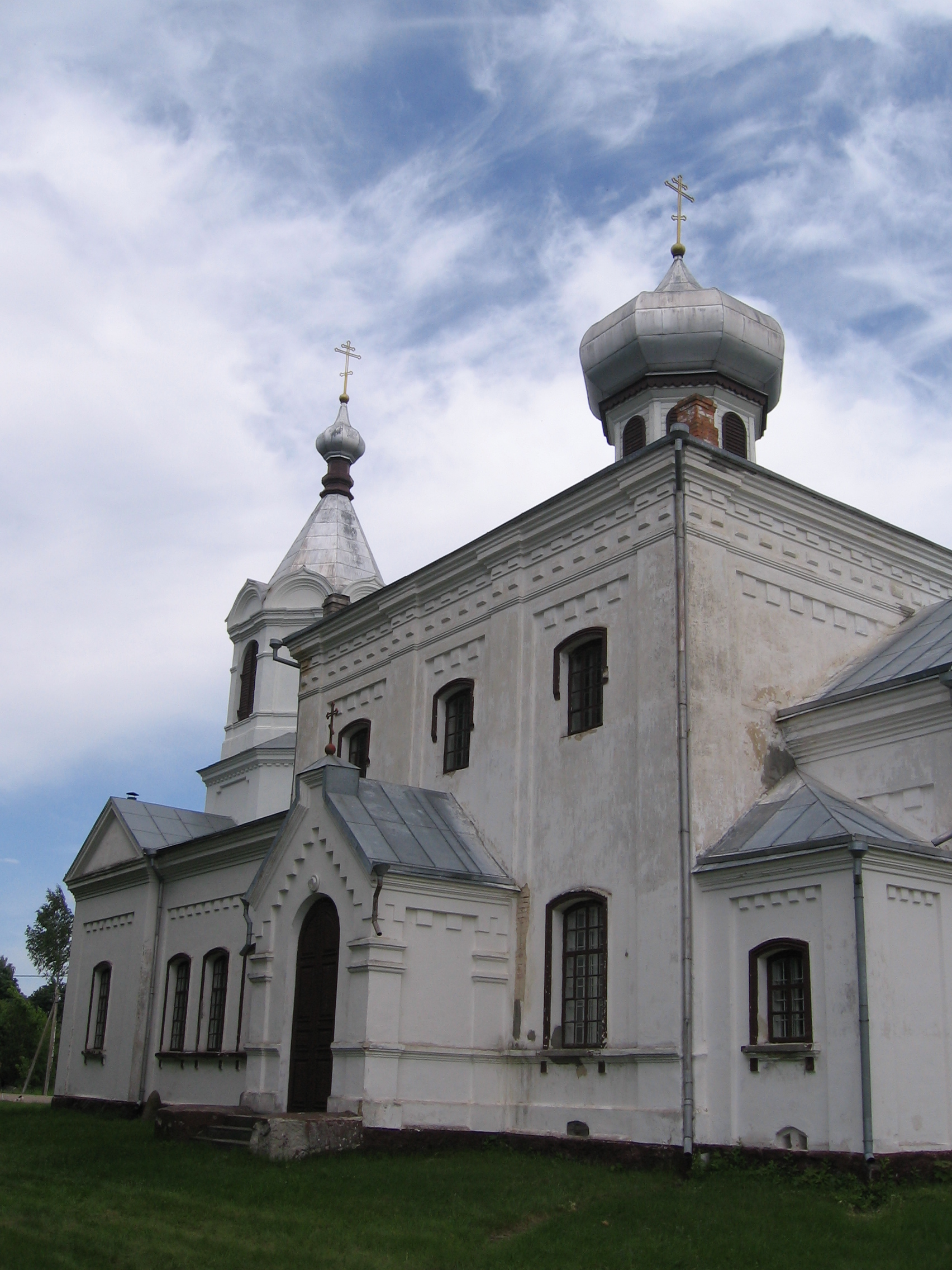
Свято-Крестовоздвиженская церковь
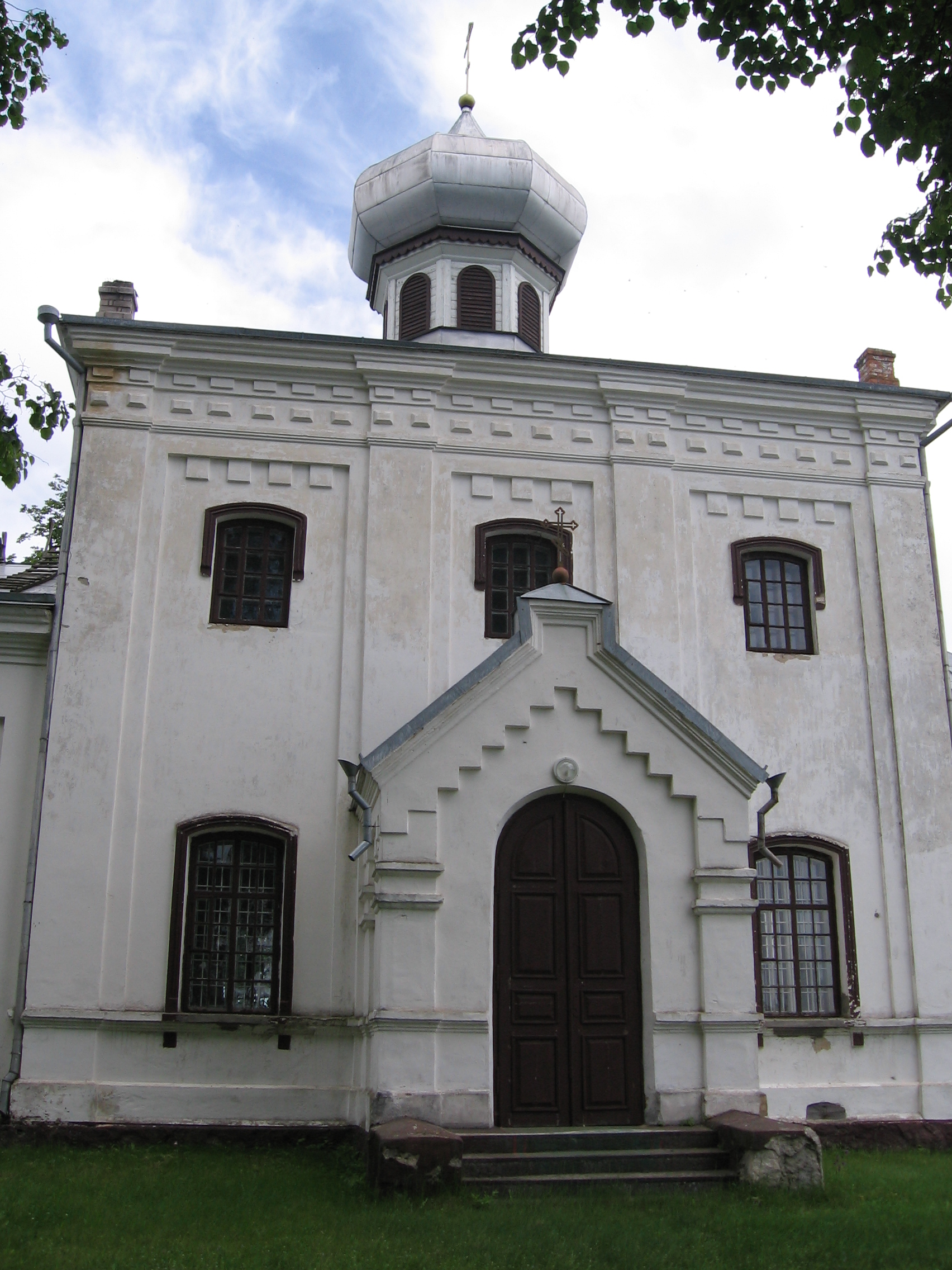
Свято-Крестовоздвиженская церковь
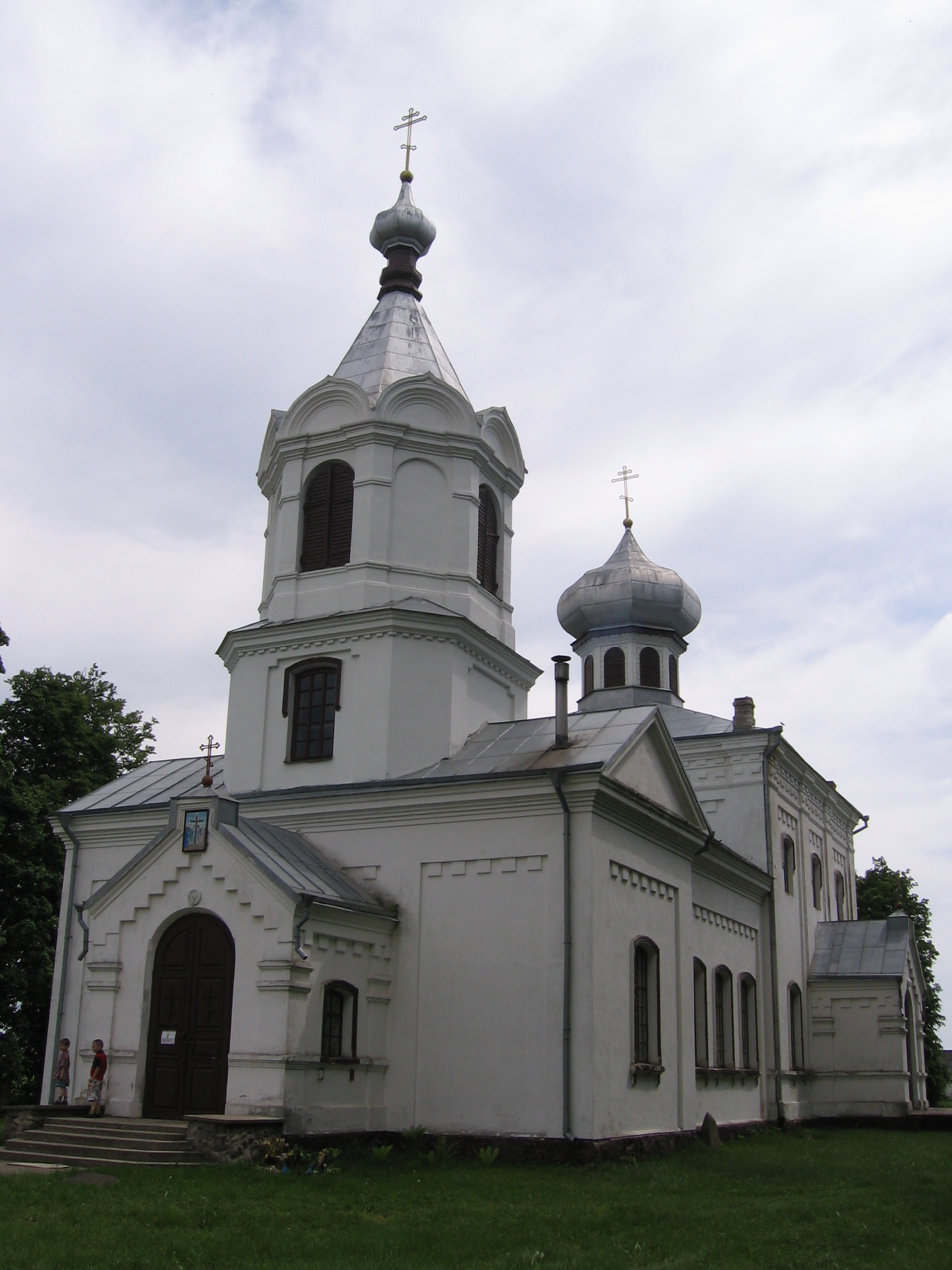
Свято-Крестовоздвиженская церковь
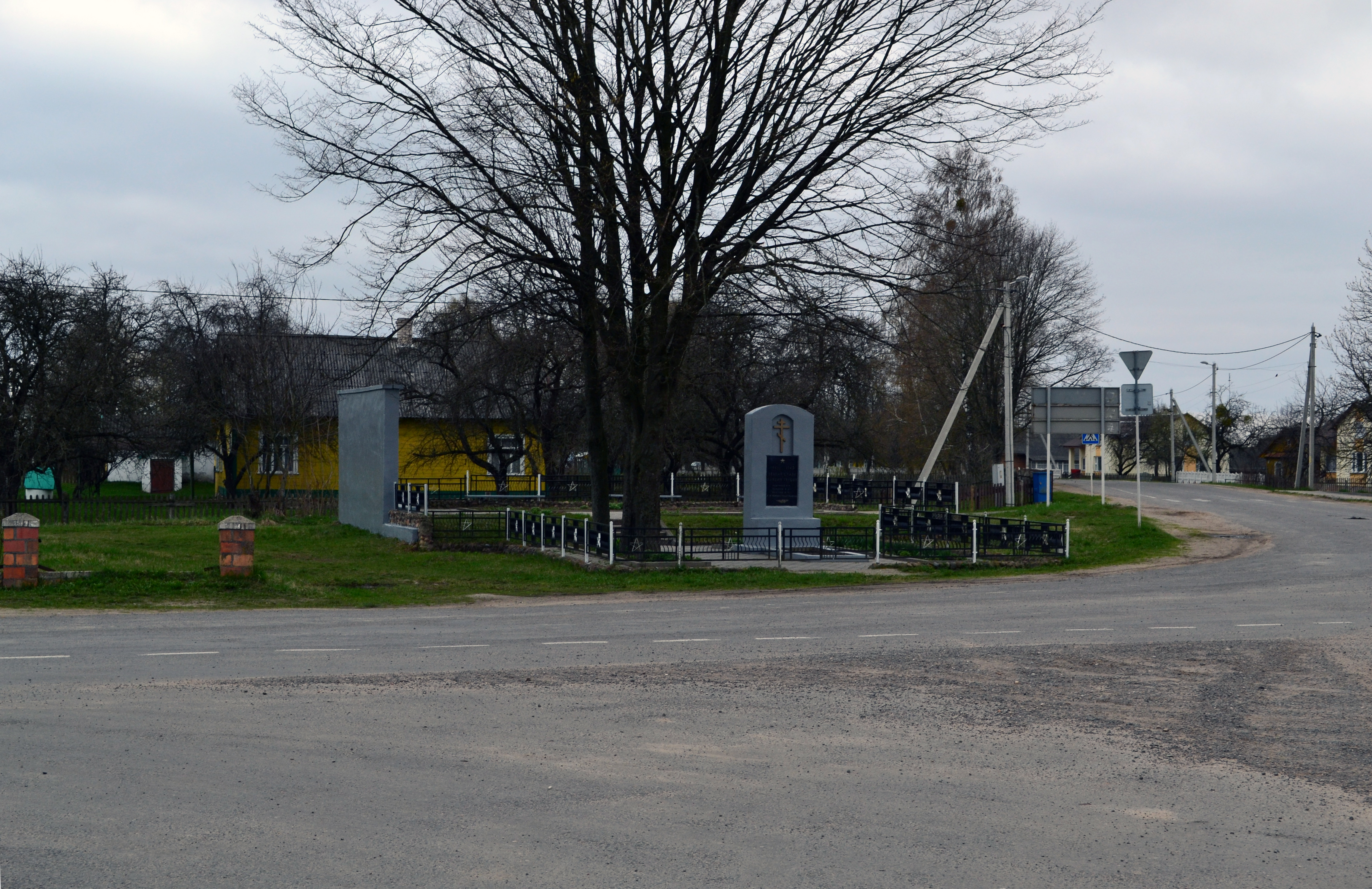
Братская могила

## Известные лица
- Линевич, Анатолий Константинович (род. 1968) — белорусский государственный деятель.
- Притульчик Антонина Иосифовна (род. 1935) — Герой Социалистического Труда.